# Aumeville-Lestre
Aumeville-Lestre település Franciaországban, Manche megyében. Lakosainak száma 125 fő (2022. január 1.). Aumeville-Lestre Octeville-l’Avenel, Crasville és Lestre községekkel határos.

## Népesség
A település népességének változása:
| Lakosok száma | 156  | 153  | 134  | 139  | 136  | 127  | 114  | 112  | 110  | 125  |
|               | 1968 | 1982 | 1990 | 2006 | 2013 | 2015 | 2017 | 2019 | 2020 | 2022 |